# Knock Knock (2015)
Knock Knock ist ein Thriller von Eli Roth mit Keanu Reeves in der Hauptrolle als Familienvater, der von zwei jungen Frauen erst verführt und dann gefangen gehalten wird. Der Film hatte seine Premiere am 23. September 2015 beim Sundance Film Festival 2015. Der Kinostart in Deutschland war am 10. Dezember 2015. Er ist eine Neuverfilmung des Films Tödliche Spiele von Peter S. Traynor aus dem Jahr 1977 mit Seymour Cassel und Sondra Locke.

## Handlung
Der wohlhabende Architekt und glücklich verheiratete Evan Webber hat das Haus für sich am Vatertags-Wochenende allein. Seine Frau Karen und seine Kinder Jake und Lisa machen einen Ausflug an den Strand. Seine Frau, eine erfolgreiche Künstlerin, überlässt ihrem Assistenten Louis die Verantwortung für ihre abstrakte Skulptur, die in eine Kunstgalerie gebracht werden muss.
Zwei junge, attraktive Frauen, Genesis und Bel, klopfen während eines starken Regens an Evans Tür. Sie geben vor, nach der Adresse einer Party zu suchen. Da sie keine funktionierenden Kommunikationsmittel haben, erlaubt Evan ihnen, das Internet zu nutzen. Die Mädchen ziehen sich ins Badezimmer zurück. Als Evan ihnen frische Kleidung bringen will, verführen die beiden ihn rabiat. Evan, der zunächst seiner Frau treu bleiben will, gibt nach und verkehrt mit ihnen sexuell unter der Dusche.
Am nächsten Morgen beschmieren die Frauen Karens Skulptur mit schwarzem Filzstift. Als Evan droht, die Polizei zu rufen, behaupten sie, dass sie minderjährig seien. Vivian, Evans Physiotherapeutin, kommt für eine Massage, weil Evan vor Kurzem eine Operation an der Schulter hatte. Genesis wimmelt sie ab, indem sie an der Haustür vorgibt, die heimliche Geliebte des Familienvaters zu sein, woraufhin Vivian empört das Grundstück verlässt. Als Evan erneut droht, einen Einbruch zu melden, geben sie nach und lassen sich nach Hause fahren.
Evan kehrt in seine Villa zurück, räumt das von den beiden fremden Mädchen hinterlassene Chaos auf und setzt seine Arbeit fort. In der Nacht brechen Genesis und Bel ein. Genesis schlägt Evan mit einer Skulptur nieder. Sie fesseln ihn ans Bett und misshandeln ihn psychisch. Bel vergewaltigt ihn und Genesis zeichnet alles mit dem Smartphone auf. Evan befreit sich und greift Genesis an. Diese rammt ihm jedoch eine Gabel in seine Operationsnarbe, so dass er wegen der Schmerzen das Bewusstsein verliert. Die Mädchen binden ihn mit einem Stromkabel an einen Stuhl. Louis kommt an, um die Skulptur für den Abtransport abzuholen, und entdeckt den gefesselten Evan. Bevor er ihm helfen kann, hört er, wie die Mädchen die zerstörte Skulptur zertrümmern. Er rennt los, um sie zu stoppen, aber erleidet einen Asthmaanfall. Zuvor hat Genesis seinen Inhalator entwendet. Beim Versuch, ihn zurückzubekommen, rutscht Louis auf einem Stück der Skulptur aus, schlägt sich beim Fallen den Kopf auf und stirbt an einem schweren Schädel-Hirn-Trauma. Sie verwandeln Louis’ Körper in eine rote Skulptur.
Im Garten hinter dem Haus graben die Mädchen ein behelfsmäßiges Grab für Evan. Dann verwüsten sie das Haus und entdecken dabei eine Pistole. Genesis schlägt Evan ein Versteckspiel vor: Sollten sie ihn bis zum Morgengrauen nicht finden, lassen sie ihn am Leben. Evan nutzt die Gelegenheit, um das Haus zu verlassen, wird aber im Garten geschnappt. Sie fesseln ihn mit einem Schlauch, vergraben ihn dann im Loch und lassen nur seinen Kopf über dem Boden. Die zwei enthüllen dann, dass die ganze Folter nur ein „Spiel“ war, da sie nie vorhatten, Evan zu töten. Alles, was sie taten, ist Teil eines bösen Hobbys: Sie verführen Verheiratete, quälen diese und ruinieren das Leben der Männer mit Kindern. Genesis zeigt Evan das Video, das sie zuvor mit seinem Telefon aufgenommen hat, als Bel ihn vergewaltigte. Während Evan zusieht, lädt sie es auf seinem Facebook-Profil hoch. Die beiden enthüllen, dass sie doch nicht minderjährig sind, verlassen Evans Haus und nehmen seinen Hund mit. Am nächsten Tag kommen Karen und die Kinder heim, um entsetzt das ganze Haus verwüstet vorzufinden.

## Synchronisation
Die deutschsprachige Synchronisation entstand nach einem Synchronbuch und unter der Dialogregie von Henning Stegelmann im Auftrag der Mo Synchron GmbH.
| Rolle                 | Darsteller       | Synchronsprecher                          |
| --------------------- | ---------------- | ----------------------------------------- |
| Evan Webber           | Keanu Reeves     | Benjamin Völz                             |
| Bel                   | Ana de Armas     | Nora Jokhosha, Julia Rosa Peer (spanisch) |
| Genesis               | Lorenza Izzo     | Maja Maneiro                              |
| Jake Webber           | Dan Baily        | Oliver Szerkus                            |
| Karen Alvarado Webber | Ignacia Allamand | Natascha Geisler                          |
| Lisa Webber           | Megan Baily      | Cloé Albertine Heinrich                   |
| Louis                 | Aaron Burns      | Tim Sander                                |
| Vivian                | Colleen Camp     | Katharina Lopinski                        |

## Kritik
Der Film erhielt überwiegend negative Kritiken. Bei Rotten Tomatoes sind nur 37 % der Kritiken positiv bei insgesamt 70 Kritiken und einer durchschnittlichen Wertung von 5,2/10. Das Lexikon des internationalen Films urteilt, der „grobschlächtig konstruierte, affektiert gespielte und pseudomoralisch aufgeladene Thriller delektiert sich an ausgiebigen Destruktions- und Erniedrigungsorgien, ohne über schockierende Emotionen hinaus etwas auszusagen“.

## Hintergrund
In den Schluss-Szenen und zum Abspann erklingt der Song Where Is My Mind? der Indie-Rock-Band Pixies.